# Einar Christiansen
Arne Einar Christiansen, född den 20 juli 1861 i Köpenhamn, död där den 25 september 1939, var en dansk författare och teaterledare. Han var bror till psykiatrikern och neurologen Viggo Christiansen.
Christiansen blev student 1878 och candidatus theologiae 1886, varefter han gjorde en längre resa till södra Europa och Orienten. Som författare debuterade han 1880 med det borgerliga dramat Lindows Børn. Han skrev även en mängd skådespel såsom Annette, Mellem Brødre, Modne Mænd, Manden fra Højris med flera. Han skrev även dramer på vers i Holger Drachmanns stil såsom Nero, Broder Rus, Peter Plus, Letizia, jämte idédramer som Cosmus, Fædreland och Tronfølger. Christiansen författade vidare operatexter som Oluf (1893; musik av Axel Grandjean), Cleopatra (samma år; musik av August Enna), Vifandaka (1897, 2:a upplagan 1898; musik av Alfred Tofft), Skjøn Karen (1899; musik av Tekla Griebel), Dyveke (samma år; musik av Johan Bartholdy), Vikingeblod (1900; musik av Peter Erasmus Lange-Müller) och Saul og David (1902; musik av Carl Nielsen). Bland hans romaner, som var starkt påverkade av Vilhelm Topsøe, märks Joppe (1889), Hjarl (1894), samt Ottilie (1925). Christiansen skrev även lyriska dikter som Mine Sange (1896). Han var 1892–1899 redaktör för Illustreret Tidende och 1899–1909 direktör vid Det kongelige Teater, senare en tid vid Folketeatret tillsammans med Viggo Friderichsen. År 1909 blev han titulär professor.

## Utmärkelser
- Riddare av Dannebrogorden,  1903[1]
- Dannebrogsmännens hederstecken,  1922[1]

[Redigera Wikidata]